# Trümmerliteratur
Trümmerliteratur (tradus din germană: „Literatura ruinelor”, de asemenea și literatura orei zero, literatura de război sau de întoarcere acasă) este o epocă literară germană. A apărut în Germania imediat după cel de-al Doilea Război Mondial, dar a fost de scurtă durată, făcând loc la începutul anilor 1950 unor forme de literatură mai complexe și mai experimentale, care aduceau înapoi la modernismul literar. Reprezentanți importanți ai literaturii de moloz sunt Alfred Andersch, Heinrich Böll, Wolfgang Borchert, Günter Eich, Hans Werner Richter și Wolfgang Weyrauch . De asemenea, ea a modelat primii ani ai Gruppe 47 . 

## Clasificare istorică literară
Cei mai mulți dintre autorii Trümmerliteratur erau tineri care fuseseră ținuți în lagăre de prizonieri după război sau care s-au întors acasă. De aceea, începuturile epocii au fost și în revistele lagărelor de prizonieri de război (de ex: Der Ruf ). Cei mai mulți dintre autorii acestei tinere generații au fost la începutul scrierilor lor literare și nu au continuat tradiția literaturii național-socialiste, literatura emigrației interioare sau literatura exilului .
Puncte de referință și modele străine au fost nuvelele americane și stilul lor scurt, simplu și nereflexiv. Aici trebuie menționate în special lucrările lui Ernest Hemingway, John Steinbeck și William Faulkner . Alți autori influenți ideologic, unii din spectrul existențialist și al rezistenței, sunt francezii Jean Anouilh, Jean-Paul Sartre, Albert Camus și italienii Elio Vittorini și Ignazio Silone . Alte modele au fost emigranții germani neortodocși, cum ar fi Arthur Koestler și Gustav Regeler. Toți acești autori au fost (din nou) accesibili după sfârșitul celui de-al Treilea Imperiu și unii dintre ei au fost distribuiți în mod deliberat de puterile învingătoare, de exemplu în lagărele de prizonieri de război.
Trümmerliteratur s-a încheiat când Germania a devenit din ce în ce mai prosperă, au fost construite orașe și ororile războiului au trecut în plan secund. Alte motive pentru eșecul final al Trümmerliteratur au fost presiunea normelor literare restaurative, dezvoltarea prea timidă și laborioasă a genului, nesiguranța formală și excesul de încredere a multor autori și distanțarea ulterioară a unor scriitori de lucrările lor. Cu toate acestea, unii dintre autori au modelat și literatura germană postbelică, de exemplu în Gruppe 47 sau în literatura RDG .

## Stilul și Subiectele
Autorii au pornit pe o cale radical nouă în literatură. Ei au încercat în mod expres să iasă în evidență față de tendințele anterioare în ceea ce privește conținutul și forma. Limbajul, ca purtător al ideologiei național-socialismului (vezi și limbajul național-socialismului ) urma să fie complet reconstruit printr-un proces de purificare. De asemenea, caligrafia a fost respinsă ca formă de scriere literară fină, iar exprimarea ideologiei și a sentimentelor era tabu. Noua literatură a fost menită să fie realistă, nepsihologică și veridică, așa că a ridicat un postulat al adevărului. Ar trebui să surprindă cu exactitate ce s-a întâmplat și ce este. S-a cerut un realism magic, care să vadă și irealitatea din spatele realității.  Un autor, care vrea să scrie în acest nou sens trebuie să se angajeze în literatură și în realitate și să părăsească turnul de fildeș .
Forme din epoci mai vechi, cum ar fi romantismul, expresionismul și noua obiectivitate, au fost folosite doar parțial. Formele lirice tradiționale, cum ar fi sonetul, erau încă folosite (Trümmerlyrik). Dispozitivele stilistice folosite au fost limbajul laconic care descrie, dar nu evaluează lumea spulberată și sterilă și o limitare episodică a spațiului, timpului narativ și personajelor. Un alt dispozitiv stilistic important a fost repetarea .
Din punct de vedere al conținutului, Trümmerliteratur se ocupă de observații deliberat rare și directe ale greutăților vieții din orașele ruinate și din lagărele de refugiați. Un alt subiect a fost soarta oamenilor izolați și rătăciți, care s-au confruntat cu ruinele caselor și bunurilor lor, precum și cu ruinele valorilor lor și au avut de-a face cu ele. Mulți oameni s-au simțit atrași de tema revenirii, poveștile celor care se întorceau din război sau din lagărele de prizonieri care s-au trezit brusc într-o lume care nu mai avea loc pentru ei. Problema vinovăției și a vinovăției colective pentru război și Holocaust a fost, de asemenea, în prim-plan. Aceasta nu a fost o întrebare ușoară, deoarece mulți dintre autori au fost ei înșiși soldați în război și acum trebuiau să-și reevalueze propriul rol. Trümmerliteratur a criticat restaurarea politică și socială a Germaniei.
Literatura de agitație și propagandă, clasicii literari, dispozitivul stilistic de întoarcere în antichitate, caligrafia literară, literatura patetică, exuberantă, evadarea stilistică și raționalismul mai vechi al secolului al XIX-lea au fost privite cu frunte și privite ca imagini ale inamicului literar. La fel și secolul 19 și descrierea sa pur rațională.

## Autori si opere
Definirea unui autor ca scriitor de Trümmerliteratur nu este întotdeauna exactă, deoarece de multe ori doar o mică parte a operei se încadrează în epoca relativ scurtă.
- Alfred Andersch
- Johannes R. Becher ( Întoarcere acasă )
- Heinrich Böll ( Îngerul a tăcut, Unde ai fost, Adam?, Omul cu cuțite, Călator, Trenul a fost punctual )
- Wolfgang Borchert ( În fața ușii, Pâinea, Ceasul din bucătărie, Noaptea dorm Șobolanii, Cireșele, Cei trei regi întunecați )
- Paul Celan ( Nisipul din urne )
- Günter Eich ( trenuri în ceață, inventar, latrină )
- Erich Kästner (versuri pentru cabaretul din München „ Die Schaubude ”)
- Wolfgang Koeppen ( Porumbei în iarbă )
- Walter Kolbenhoff ( Întoarcere acasă în necunoscut (roman))
- Jan Molitor ( Cavalcada 1946 )
- Heinz Rein ( Într-o noapte de iarnă ) reprezintă această mișcare literară de la începutul RDG
- Hans Werner Richter ( Fiii tăi Europa )
- Arno Schmidt ( Leviathan, Brand's Haide )
- Franz Joseph Schneider
- Wolfdietrich Schnurre ( Un accident, Înmormântarea )
- Wolfgang Weyrauch ( O mie de grame )
- Nelly Sachs (În lucuințele celor morți )

În paralel cu Trümmerliteratur, la sfârșitul anilor 1940 s-au realizat și filme cu aceeași temă. Unele dintre acestea s-au bazat pe lucrări din Trümmerliteratur, cum ar fi Liebe 47 ca o adaptare cinematografică a piesei radiofonice a lui Wolfgang Borchert "Afară în fața ușii"